# Râul Negraș
Râul Negraș este un curs de apă, afluent al râului Teleorman. 